# Stenomacrus dendrolimi
Stenomacrus dendrolimi là một loài tò vò trong họ Ichneumonidae.